# Discolites
Discolites es un género de foraminífero bentónico considerado un sinónimo posterior de Orbitolites de la subfamilia Soritinae, de la familia Soritidae, de la superfamilia Soritoidea, del suborden Miliolina y del orden Miliolida. Su especie tipo era Discolites concentricus. Su rango cronoestratigráfico abarcaba el Holoceno.

## Clasificación
Discolites incluía a la siguiente especie:
- Discolites concentricus